# Bück dich
«Bück Dich» es una canción del grupo de metal alemán Rammstein.

## Actuaciones en vivo
A pesar de ser tan popular, la canción nunca fue oficialmente lanzado como single de la banda, y nunca tuvo un video musical. Sin embargo, la canción es ampliamente conocida por los fanes, sobre todo debido a la actuación en directo que lo acompaña y es generalmente aceptado como un favorito de los fanáticos.
Cuando se realiza en vivo, el vocalista Till Lindemann con el tecladista Christian "Flake" Lorenz usando un consolador eyaculatorio. Lorenz ha confirmado en una entrevista que el consolador lanza una mezcla de pernod y agua; sin embargo, su compañero de banda Paul Landers dice que es agua y ouzo (ambos son licores de anís). Esta interpretación es muy polémica, y una vez llevó a Lindemann y Lorenz a ser arrestados durante un concierto el 5 de junio de 1998 en Worcester, Massachusetts (EE. UU.). Cada uno pagó una multa de 200 dólares y pasó la noche en la cárcel. En consecuencia, fueron lanzadas dos versiones de Live aus Berlin, una incluyendo esta canción y otra sin ella.

## Reaparición
La canción hizo una reaparición en el tour "Made in Germany 1995-2011". Durante los primeros conciertos en Estados Unidos, la presentación en vivo fue cambiada por un escenario BDSM en la que Christian "Flake" Lorenz frota una lámpara fluorescente encendida sobre el cuerpo de Lindemann antes de romperlo encima de su cabeza. En algunos espectáculos posteriores, Till "vomita" con el uso de una máscara que tiene el mismo mecanismo que el consolador en actuaciones regulares. Durante el tour "Wir halten das Tempo", Rammstein realizó la introducción de su canción con guitarras lanzallamas, y al final de la canción, Till Lindemann destruye el teclado y lo lanza hacia la multitud.
- Datos: Q4035540